# Ned med støjen
|  | Denne artikel er oprettet af botten Steenthbot ud fra en ekstern database. Den kan derfor have sproglige fejl eller mangler. Denne skabelon kan fjernes efter kontrol af indholdet. |

Ned med støjen er en dansk dokumentarfilm fra 1988 instrueret af Lars Larsen.

## Handling
Oplysende tegnefilm om støj. Om at bo midt i larmen - set fra en hængekøje